# Cteniza
Cteniza és un gènere d'aranyes migalomorfes de la família dels ctenízids (Ctenizidae). Fou descrita per primer cop per Pierre André Latreille el 1829.

## Taxonomia
El gener de 2019, segons el World Spider Catalog, aquest gènere tenia reconegudes les següents espècies:
- Cteniza brevidens (Doleschall, 1871) (Sicília, Sardenya)
- Cteniza moggridgei O. P-Cambridge, 1874 (França, Itàlia)
- Cteniza sauvagesi (Rossi, 1788) (Còrsega, Sardenya)

Recentment, Cteniza ferghanensis Kroneberg, 1875 (Àsia central) ha sigut transferida al gènere Ummidia dels halonopròctids (Halonoproctidae), i s'anomena Ummidia ferghanensis.

### Sinonímia
Segons el World Spider Catalog amb data de 30 de gener de 2019, hi ha reconegudes les següents sinonímies:
- Aepycephalus Ausserer, 1871 = Cteniza Latreille, 1829 (Wunderlich, 1995a: 358)
- Sterrhochrotus Simon, 1892 = Cteniza Latreille, 1829 (Raven, 1985a: 159)